# Bernard Collomb
Bernard Marie François Alexandre Collomb-Clerc (Annecy, 1930. október 7. – La Colle-sur-Loup, 2011. szeptember 19.) francia autóversenyző.

## Pályafutása
1961 és 1964 között hat világbajnoki Formula–1-es versenyen vett részt. Ebből négy alkalommal kvalifikálta magát a futamra, és csak egyszer, az 1963-as német nagydíjon ért célba. Ebben az időszakban több, a világbajnokság keretein kívül rendezett Formula–1-es versenyen is indult.

## Eredményei

### Teljes Formula–1-es eredménylistája
(Táblázat értelmezése)

(Félkövér: pole-pozícióból indult; dőlt: leggyorsabb kört futott) 

| Év   | Csapat          | Modell     | Motor             | 1      | 2   | 3   | 4      | 5   | 6      | 7   | 8   | 9   | 10  | Helyezés | Pont |
| ---- | --------------- | ---------- | ----------------- | ------ | --- | --- | ------ | --- | ------ | --- | --- | --- | --- | -------- | ---- |
| 1961 | Bernard Collomb | Cooper T53 | Climax Straight-4 | MON    | NED | BEL | FRA Ki | GBR | GER Ki | ITA | USA |     |     | -        | 0    |
| 1962 | Bernard Collomb | Cooper T53 | Climax Straight-4 | NED    | MON | BEL | FRA    | GBR | GER Ki | ITA | USA | RSA |     | -        | 0    |
| 1963 | Bernard Collomb | Lotus 24   | Climax V8         | MON Nk | BEL | NED | FRA    | GBR | GER 10 | ITA | USA | MEX | RSA | -        | 0    |
| 1964 | Bernard Collomb | Lotus 24   | Climax V8         | MON Nk | NED | BEL | FRA    | GBR | GER    | AUT | ITA | USA | MEX | -        | 0    |

### Le Mans-i 24 órás autóverseny
| Év   | Csapat          | Autó        | Csapattárs         | Helyezés        |
| ---- | --------------- | ----------- | ------------------ | --------------- |
| 1968 | Bernard Collomb | Alpine A110 | François Lacarreau | nem értékelhető |